# Iša
L'Iša (in russo Иша?) è un fiume della Siberia meridionale; uno degli affluenti di destra del Katun'. Scorre nel Čojskij rajon della Repubblica dell'Altaj e nel Krasnogorskij rajon del Territorio dell'Altaj, in Russia.

## Geografia
L'Iša ha origine tra le catene montuose dei monti Altaj settentrionali nel nord della Repubblica dell'Altaj a un'altitudine di circa 550 m sul livello del mare. Il fiume ha una lunghezza di 162 km e si immette nel  Katun' a 80 km dalla sua foce a un'altitudine di 220 m; l'area del suo bacino è di 3 430 km². Suoi affluenti sono la Malaja Iša (Малая Иша) e la Čapša (Чапша). 
I principali villaggi lungo il suo corso sono  Čoja e Uct'-Iša.